# Zenia Larsson
Zenia Szajna Larsson, född Marcinkowski 2 april 1922 i Łódź, Polen, död 4 september 2007 i Stockholm, var en polsk-svensk författare och skulptör.

## Biografi
Zenia Larsson var dotter till frisören Wowsza Marcinkowski och Perla Wolek och från 1950 gift med ingenjör Per-Axel Larsson.
Som polsk judinna blev hon tvångsförflyttad till gettot i Łódź där hon bodde 1940–1944 och hon genomlevde koncentrationslägret Auschwitz 1944–1945. Tack vare Röda Korset kunde hon 1945 evakueras till Stockholm.
Zenia Larsson studerade skulptur vid Konstfackskolan i Stockholm 1947–1952. Under samma period gjorde hon två studieresor till Danmark. Hon medverkade i samlingsutställningar med Sveriges allmänna konstförening vid flera tillfällen och i Liljevalchs konstsalonger samt i olika grupputställningar med andra konstnärer. Bland hennes offentliga arbeten märks skulpturen Vandraren som hon utförde till minneslunden i Falun och Träskulpturen Ensam för Folkskolsdirektionen i Bromma. Hennes konst består huvudsakligen av modellstudier och porträtt i trä, terrakotta, gips och sten.
Erfarenheter från polsk-judiskt getto och koncentrationsläger och svårigheterna att sedan växa in i en ny, trygg miljö bildar underlag för den romantrilogi som kom ut 1960–1962. I boken Åter till Babel (1964) behandlar hon kontaktlösheten, medan Fotfäste (1968) tar upp överlevandets problem.

## Priser och utmärkelser
- 1961 – Tidningen Vi:s litteraturpris